# A Washington Huskies férfikosárlabda-csapata
A Washington Huskies férfikosárlabda-csapata a Pac-12 Conference tagjaként az NCAA I-es divíziójában képviseli a Washingtoni Egyetemet. A csapat vezetőedzője Mike Hopkins.

## Rájátszások

### National Collegiate Athletic Association
| Év   | Csoport | Kör                | Ellenfél                   | Eredmény |
| ---- | ------- | ------------------ | -------------------------- | -------- |
| 1943 | –       | Elite Eight        | Texas Longhorns            | 55–59    |
| 1943 | –       | Regional 3rd Place | Oklahoma Sooners           | 43–48    |
| 1948 | –       | Elite Eight        | Baylor Bears               | 62–64    |
| 1948 | –       | Regional 3rd Place | Wyoming Cowboys            | 57–47    |
| 1951 | –       | Sweet Sixteen      | Texas A&M Aggies           | 62–40    |
| 1951 | –       | Elite Eight        | Oklahoma A&M Aggies        | 57–61    |
| 1951 | –       | Regional 3rd Place | BYU Cougars                | 80–67    |
| 1951 | –       | Round of 22        | –                          | –        |
| 1951 | –       | Sweet Sixteen      | Seattle Redhawks           | 92–70    |
| 1951 | –       | Elite Eight        | Santa Clara Broncos        | 74–62    |
| 1951 | –       | Final Four         | Kansas Jayhawks            | 53–79    |
| 1951 | –       | National 3rd Place | LSU Tigers                 | 88–69    |
| 1976 | –       | Round of 32        | Missouri Tigers            | 67–69    |
| 1984 | 6 W     | Round of 48        | Nevada Wolf Pack           | 64–54    |
| 1984 | 6 W     | Round of 32        | Duke Blue Devils           | 80–78    |
| 1984 | 6 W     | Sweet Sixteen      | Dayton Flyers              | 58–64    |
| 1985 | 5 W     | Round of 64        | Kentucky Wildcats          | 58–66    |
| 1986 | 12 M    | Round of 64        | Michigan State Spartans    | 70–72    |
| 1998 | 11 E    | Round of 64        | Xavier Musketeers          | 69–68    |
| 1998 | 11 E    | Round of 32        | Richmond Spiders           | 81–65    |
| 1998 | 11 E    | Sweet Sixteen      | Connecticut Huskies        | 74–75    |
| 1999 | 7 M     | Round of 64        | Miami RedHawks             | 58–59    |
| 2004 | 8 S     | Round of 64        | UAB Blazers                | 100–102  |
| 2005 | 1 W     | Round of 64        | Montana Grizzlies          | 88–77    |
| 2005 | 1 W     | Round of 32        | Pacific Tigers             | 97–79    |
| 2005 | 1 W     | Sweet Sixteen      | Louisville Cardinals       | 79–93    |
| 2006 | 5 E     | Round of 64        | Utah State Aggies          | 75–61    |
| 2006 | 5 E     | Round of 32        | Illinois Figthing Illini   | 67–64    |
| 2006 | 5 E     | Sweet Sixteen      | Connecticut Huskies        | 92–98    |
| 2009 | 4 W     | Round of 64        | Mississippi State Bulldogs | 71–58    |
| 2009 | 4 W     | Round of 32        | Purdue Boilermakers        | 74–76    |
| 2010 | 11 E    | Round of 64        | Marquette Golden Eagles    | 80–78    |
| 2010 | 11 E    | Round of 32        | New Mexico Lobos           | 82–64    |
| 2010 | 11 E    | Sweet Sixteen      | West Virginia Mountaineers | 56–69    |
| 2011 | 7 E     | Round of 64        | Georgia Bulldogs           | 68–65    |
| 2011 | 7 E     | Round of 32        | North Carolina Tar Heels   | 83–86    |
| 2019 | 9 M     | Round of 64        | Utah State Aggies          | 78–61    |
| 2019 | 9 M     | Round of 32        | North Carolina Tar Heels   | 59–81    |

### National Invitation Tournaments
1973 előtt a konferenciák szabályzatai tiltották a más bajnokságokon való részvételt.
| Év   | Kör               | Ellenfél                  | Eredmény |
| ---- | ----------------- | ------------------------- | -------- |
| 1980 | Első selejtező    | UNLV Runnin’ Rebels       | 73–93    |
| 1982 | Első selejtező    | BYU Cougars               | 66–63    |
| 1982 | Második selejtező | Texas A&M Aggies          | 65–69    |
| 1987 | Első selejtező    | Montana State Bobcats     | 98–90    |
| 1987 | Második selejtező | Boise State Broncos       | 73–68    |
| 1987 | Negyeddöntő       | Nebraska Cornhuskers      | 76–81    |
| 1996 | Első selejtező    | Michigan State Spartans   | 50–64    |
| 1997 | Első selejtező    | Nebraska Cornhuskers      | 63–67    |
| 2012 | Első selejtező    | Texas–Arlington Mavericks | 82–72    |
| 2012 | Második selejtező | Northwestern Wildcats     | 76–55    |
| 2012 | Negyeddöntő       | Oregon Ducks              | 90–86    |
| 2012 | Elődöntő          | Minnesota Golden Gophers  | 67–68    |
| 2013 | Első selejtező    | BYU Cougars               | 79–90    |
| 2016 | Első selejtező    | Long Beach State 49ers    | 107–102  |
| 2016 | Második selejtező | San Diego State Aztecs    | 78–93    |
| 2018 | Első selejtező    | Boise State Broncos       | 77–74    |
| 2018 | Második selejtező | Saint Mary’s Gaels        | 81–85    |

### College Basketball Invitational
| Év   | Kör            | Ellenfél             | Eredmény |
| ---- | -------------- | -------------------- | -------- |
| 2008 | Első selejtező | Valparaiso Crusaders | 71–72    |

## Eredmények szezononként
| Szezon                                                               | Eredmény                                                | Eredmény                                                | Helyezés                                                | Továbbjutás                                             |
| Szezon                                                               | Összesített                                             | Konferencia                                             | Helyezés                                                | Továbbjutás                                             |
| Vezetőedző: Lorenzo Romar (Pacific-10/Pac12, 1990–2017)              | Vezetőedző: Lorenzo Romar (Pacific-10/Pac12, 1990–2017) | Vezetőedző: Lorenzo Romar (Pacific-10/Pac12, 1990–2017) | Vezetőedző: Lorenzo Romar (Pacific-10/Pac12, 1990–2017) | Vezetőedző: Lorenzo Romar (Pacific-10/Pac12, 1990–2017) |
| -------------------------------------------------------------------- | ------------------------------------------------------- | ------------------------------------------------------- | ------------------------------------------------------- | ------------------------------------------------------- |
| 2002–03                                                              | 10–17                                                   | 5–13                                                    | 9.                                                      | –                                                       |
| 2003–04                                                              | 19–12                                                   | 12–6                                                    | 2.                                                      | NCAA első selejtező                                     |
| 2004–05                                                              | 29–6                                                    | 14–4                                                    | 2.                                                      | NCAA Sweet Sixteen                                      |
| 2005–06                                                              | 26–7                                                    | 13–5                                                    | 2.                                                      | NCAA Sweet Sixteen                                      |
| 2006–07                                                              | 19–13                                                   | 8–10                                                    | 7.                                                      | –                                                       |
| 2007–08                                                              | 16–17                                                   | 7–11                                                    | 8.                                                      | CBI első selejtező                                      |
| 2008–09                                                              | 26–9                                                    | 14–4                                                    | 1.                                                      | NCAA második selejtező                                  |
| 2009–10                                                              | 26–10                                                   | 11–7                                                    | 3.                                                      | NCAA Sweet Sixteen                                      |
| 2010–11                                                              | 24–11                                                   | 11–7                                                    | 3.                                                      | NCAA második selejtező                                  |
| 2011–12                                                              | 24–11                                                   | 14–4                                                    | 1.                                                      | NIT elődöntő                                            |
| 2012–13                                                              | 18–16                                                   | 9–9                                                     | T–6.                                                    | NIT első selejtező                                      |
| 2013–14                                                              | 17–15                                                   | 9–9                                                     | T–9.                                                    | –                                                       |
| 2014–15                                                              | 16–15                                                   | 5–13                                                    | 9.                                                      | –                                                       |
| 2015–16                                                              | 19–15                                                   | 9–9                                                     | T–6.                                                    | NIT második selejtező                                   |
| 2016–17                                                              | 9–22                                                    | 2–16                                                    | 11.                                                     | –                                                       |
| Eredmény:                                                            | 298–195                                                 | 143–127                                                 | –                                                       | –                                                       |
| Vezetőedző: Mike Hopkins (Pac-12, 2017–)                             |                                                         |                                                         |                                                         |                                                         |
| 2017–18                                                              | 21–13                                                   | 10–8                                                    | T–6.                                                    | NIT második selejtező                                   |
| 2018–19                                                              | 27–9                                                    | 15–3                                                    | 1.                                                      | NCAA második selejtező                                  |
| 2019–20                                                              | 15–17                                                   | 5–13                                                    | 12.                                                     | –                                                       |
| 2020–21                                                              | 5–21                                                    | 4–16                                                    | 11.                                                     | –                                                       |
| Eredmény:                                                            | 68–60                                                   | 34–39                                                   | –                                                       | –                                                       |
| Összesen:                                                            | 1812–1203                                               | –                                                       | –                                                       | –                                                       |
| Jelmagyarázat: Konferenciaszezon-bajnok Konferenciabajnokság-győztes |                                                         |                                                         |                                                         |                                                         |

## A tömegkultúrában
A csapat szerepel az 1997-es Kulcsjátékos című filmben.

## Nevezetes személyek
- Abdul Gaddy[5]
- Bill Hanson
- Bob Houbregs[6]
- Brandon Roy[7]
- C. J. Wilcox[8]
- Charles Dudley[9]
- Chris Welp[10]
- Dejounte Murray[11]
- Detlef Schrempf[12]
- Eldridge Recasner[13]
- Isaiah Thomas[14]
- Jack Nichols[15]
- Jaden McDaniels
- James Edwards[16]
- Jon Brockman[17]
- Justin Dentmon[18]
- Justin Holiday[19]
- Lars Hansen[20]
- Lorenzo Romar[21]
- Louie Nelson[22]
- Mark Sanford[23]
- Markelle Fultz[24]
- Marquese Chriss[25]
- Matisse Thybulle[26]
- Nate Robinson[27]
- Pétur Guðmundsson[28]
- Phil Zevenbergen[29]
- Quincy Pondexter[30]
- Ralph Bishop[31]
- Spencer Hawes[32]
- Steve Hawes[33]
- Terrence Ross[34]
- Todd MacCulloch[35]
- Tony Wroten[36]

## Visszavonultatott mezszámok
| Szám | Név           | Aktív évek |
| ---- | ------------- | ---------- |
| 2    | Isaiah Thomas | 2008–11    |
| 3    | Brandon Roy   | 2002–06    |
| 25   | Bob Houbregs  | 1950–53    |

## Fordítás
- Ez a szócikk részben vagy egészben  a   Washington Huskies men's basketball című angol Wikipédia-szócikk ezen változatának fordításán alapul.  Az eredeti cikk szerkesztőit annak laptörténete sorolja fel. Ez a jelzés csupán a megfogalmazás eredetét és a szerzői jogokat jelzi, nem szolgál a cikkben szereplő információk forrásmegjelöléseként.